# BMW E81
El BMW E81 es la primera carrocería de la Serie 1 versión hatchback de 3 puertas, su lanzamiento se realizó en febrero de 2006 presentando el 130i y el 120d, meses después fueron saliendo al mercado los demás modelos, tiene las mismas medidas que su similar de 5 puertas; la serie también está disponible en versiones hatchback de 5 puertas(E87), Coupe de 2 puertas(E82) y cabriolet de 2 puertas con techo de lona(E88).
Monta 2 motores a gasolina, un 4 cilindros en línea de 1599cc (Motor N43B16), un 6 cilindros en línea de 2996cc, y un motor diésel de 4 cilindros en línea de 1995cc, los modelos 118d, 120d y 123d forman parte de los 22 modelos que en el 2008 presentó como automóviles que emitían menos de 140g/km de Co2.

## Motorizaciones
Las motorizaciones de la Serie 1 son las siguientes:
- (2007-2012)N43B16 116i (122hp, Gasolina, 139 g/km de CO2)
- (2007-2012)N45B16 116i (115hp, Gasolina)
- (2006-2012)N43B20 118i (Gasolina, 140 g/km de CO2)
- (2006-2012)N46B20 118i (129hp, Gasolina)
- (2006-2012)N47D20 118d (Diésel, 143CV, 119 g/km de CO2)
- (2006-2012)N43B20 120i (Gasolina)
- (2006-2012)N47D20 120d (Diésel, 128 g/km de CO2)
- (2007-2012)N47D20 123d (Diésel, 138 g/km de CO2)
- (2006-2012)N52B30 130i (Gasolina)